# Cassie Rodish
Cassie Rodish née le 10 juin 1980 à Des Moines en Iowa, est une pratiquante de MMA américaine. Elle combat actuellement à l'Invicta Fighting Championships.

## Biographie
Cassie Rodish a débuté le karaté avec son père qui l'a initiée à ce sport en cours privés. Elle s'est ensuite mise au Jiu-jitsu brésilien pour le plaisir et sans intention de faire de la compétition. Lorsqu'il lui a été proposé son premier combat elle y a vraiment pris gout et a décidé de faire carrière.

## Parcours en MMA

### Débuts
Lors de son premier combat Cassie Rodish était en catégorie de poids coqs (135 lb (61 kg)). Elle a perdu des kilos petit à petit pour arriver à son poids de forme en catégorie de poids atomes (105 lb (48 kg)) où elle est bien plus efficace.
Le 16 janvier 2010 Cassie Rodish affronte l'Américaine Katy Klinefelter au 'Midwest Cage Championship 24'. L'événement prend place au Vets Auditorium de Des Moines dans l'Iowa (États-Unis). Elle perd par soumission lors du second round.
Six mois plus tard, le 14 août 2010 Cassie Rodish est en catégorie poids mouches (125 lb (57 kg)) et elle rencontre sa compatriote Michele Gutierrez au XFO 36 qui se déroule à Island Lake dans l'Illinois. Elle résiste durant les trois rounds mais perd par décision unanime (27-30, 27-30, 27-30).

### Invicta Fighting Championships
Le 28 avril 2012 à Kansas City, Cassie Rodish est opposée à l'Américaine Meghan Wright lors de l'Invicta FC 1. Il s'agit de son premier combat au sein de l'Invicta FC et elle a encore perdu du poids pour se placer en catégorie atome (105 lb (48 kg)). Elle l'emporte par soumission grâce à un étranglement en guillotine au bout de 36 secondes de combat.
L'Invicta FC annonce le 21 avril 2015, que le combat entre Cassie Rodish et Stephanie Skinner qui devait avoir lieu trois jours plus tard lors de l'Invicta FC 12 est annulé. En effet Stephanie Skinner a contracté une blessure à l'entrainement et doit déclarer forfait. ce changement de dernière minute empêche Cassie Rodish de participer à l'évènement.
Le 26 avril 2015 lors d'une interview exclusive, elle déclare être pressée de pouvoir combattre au plus vite. Elle ne veut pas attendre que Stephanie Skinner soit rétablie et voudrait que Julie Kedzie (la match maker de l'Invicta FC) lui propose un combat dès le 9 juillet 2015 lors de l'invicta FC 13 à Las Vegas contre n'importe quel adversaire.

## Palmarès en MMA
| 9 combats      | 5 victoires | 4 défaites |
| Par KO         | 2           | 0          |
| Par soumission | 3           | 2          |
| Sur décision   | 0           | 2          |

| Résultat | Record | Adversaire        | Méthode                                 | Événement                        | Date              | Round | Temps | Lieu                                | Notes                                                   |
| -------- | ------ | ----------------- | --------------------------------------- | -------------------------------- | ----------------- | ----- | ----- | ----------------------------------- | ------------------------------------------------------- |
| Victoire | 5–4    | Raquel Magdaleno  | Soumission (étranglement arrière)       | RFA 19: Collier vs Checco        | 10 octobre 2014   | 1     | 4:50  | Prior Lake, Minnesota, États-Unis   |                                                         |
| Défaite  | 4–4    | Simona Soukupova  | Soumission (étranglement en guillotine) | Invicta FC 5: Penne vs. Waterson | 5 avril 2013      | 2     | 3:20  | Kansas City, Missouri, États-Unis   |                                                         |
| Victoire | 4–3    | Stephanie Frausto | TKO (coups de poing and coups de coude) | Invicta FC 4: Esparza vs. Hyatt  | 5 janvier 2013    | 3     | 1:04  | Kansas City, Kansas, États-Unis     |                                                         |
| Victoire | 3–3    | Summer Artherton  | Soumission (étranglement arrière)       | MCC 43: High Octane              | 12 octobre 2012   | 2     | 4:43  | Des Moines, Iowa, États-Unis        |                                                         |
| Victoire | 2–3    | Meghan Wright     | Soumission (étranglement en guillotine) | Invicta FC 1: Coenen vs. Ruyssen | 28 avril 2012     | 1     | 0:36  | Kansas City, Kansas, États-Unis     | Premier combat catégorie de poids atome 105 lb (48 kg)  |
| Victoire | 1–3    | Mariah Johnson    | TKO (coups de poing)                    | MCC 36: Back in Action           | 23 septembre 2011 | 1     | 3:10  | Des Moines, Iowa, États-Unis        |                                                         |
| Défaite  | 0–3    | Margarita Chavez  | Décision partagée                       | ECSC Friday Night Fights 3       | 15 avril 2011     | 3     | 5:00  | Clovis, Nouveau-Mexique, États-Unis | Premier combat catégorie de poids paille 115 lb (52 kg) |
| Défaite  | 0–2    | Michele Gutierrez | Décision unanime (27-30, 27-30, 27-30)  | XFO 36: Outdoor War 6            | 14 août 2010      | 3     | 5:00  | Island Lake, Illinois, États-Unis   | Combat en catégorie de poids mouche 125 lb (57 kg)      |
| Défaite  | 0–1    | Katy Klinefelter  | Soumission (étranglement en triangle)   | MCC 24: Reloaded                 | 16 janvier 2010   | 2     | 3:02  | Des Moines, Iowa, États-Unis        | Combat en catégorie de poids coq 135 lb (61 kg)         |